# Terina (Geometridae)
Terina là một chi bướm trong họ Geometridae.

## Các loài tiêu biểu
- Terina albidaria(Fabricius, 1787)
- Terina charmione	(Fabricius, 1793)
- Terina chrysoptera	Hampson, 1909
- Terina circumcincta	Prout L. B., 1915
- Terina circumdata	(Walker, 1865)
- Terina crocea	Hampson, 1910
- Terina doleris	(Plötz, 1880)
- Terina flaviorsa	(Prout L. B., 1934)
- Terina internata	(Warren, 1909)
- Terina latifascia	Walker, 1854
- Terina maculifera	Strand, 1911
- Terina niphanda	Druce, 1887
- Terina ochricosta	(Rebel, 1914)
- Terina octogesa	(Druce, 1887)
- Terina overlaeti	Prout L. B., 1932
- Terina puncticorpus	Warren, 1897
- Terina reliqua	Prout L. B., 1925
- Terina renifera	Warren, 1897
- Terina rogersi		Prout L. B., 1915
- Terina sanguinarea	Bethune-Baker, 1911
- Terina subfulva	(Warren, 1905)
- Terina tanyeces	Prout L. B., 1921
- Terina wardi	Sharpe, 1891